# 神田さやこ
神田 さやこ（かんだ さやこ、1970年 - ）は、日本の経済学者。慶應義塾大学経済学部教授。学位は、Ph.D.（history）（ロンドン大学SOAS）。専門分野は、アジア経済史および南アジア史。兵庫県生まれ。

## 略歴
（出典）
1994年3月：慶應義塾大学経済学部卒業
1997年3月：慶應義塾大学大学院経済学研究科修士課程修了
2005年3月：ロンドン大学東洋アフリカ研究学院（SOAS）博士課程修了（Ph.D.取得）
1997年4月〜2000年3月：慶應義塾大学経済学部研究助手
2005年4月〜2007年3月：慶應義塾大学大学院経商連携21世紀COEポスドク研究員
2007年4月〜2008年3月：大阪大学大学院経済学研究科講師
2008年4月〜2013年3月：慶應義塾大学経済学部准教授
2013年4月〜現在：慶應義塾大学経済学部教授

## 受賞
- 2004年 社会経済史学会 社会経済史学会賞[3]
- 2017年 慶應義塾大学 義塾賞
- 2017年 第60回日経・経済図書文化賞（『塩とインド：市場・商人・イギリス東インド会社』）[4]

## 論文
- 神田さやこ「商家の活動からみた18世紀末から19世紀前半のベンガル」『南アジア研究』第2013巻第25号、2013年、54-61頁、doi:10.11384/jjasas.2013.54。
- リード アンソニー, 太田淳, 神田さやこ「危機的環境下で歴史を書くということ : 「火山の環」はどのように変化をもたらすか(大会特別講演)」『社会経済史学』第79巻第4号、社会経済史学会、2014年、467-479頁、doi:10.20624/sehs.79.4_467、ISSN 0038-0113、NAID 110009799214。
- 神田さやこ「ベンガル社会経済の変容とギリシャ商人 : イギリス東インド会社専売下の塩取引を中心に (故岡田泰男名誉教授追悼特集 : 経済学部における歴史研究 : 日本,アジア,そしてアメリカ)」『三田学会雑誌』第108巻第2号、慶應義塾経済学会、2015年7月、331-352頁、ISSN 0026-6760、NAID 120005771211。
- 神田さやこ「19世紀半ばにおけるベンガル製塩業衰退要因の再検討 : 「脱工業化」をめぐる一考察 (特集 ベンガル社会経済史研究のフロンティア : 植民地期を中心に)」『三田学会雑誌』第109巻第3号、慶應義塾経済学会、2016年10月、503-524頁、ISSN 0026-6760、NAID 120006348686。
- 大石高志, 神田さやこ「20世紀前半におけるインド社会経済の変容と日印貿易関係」『社会経済史学』第82巻第3号、2016年、161-167頁、doi:10.20624/sehs.82.3_161。